# Domarin
Domarin is een gemeente in het Franse departement Isère (regio Auvergne-Rhône-Alpes). De plaats maakt deel uit van het arrondissement La Tour-du-Pin. Domarin telde op 1 januari 2022 1.670 inwoners.

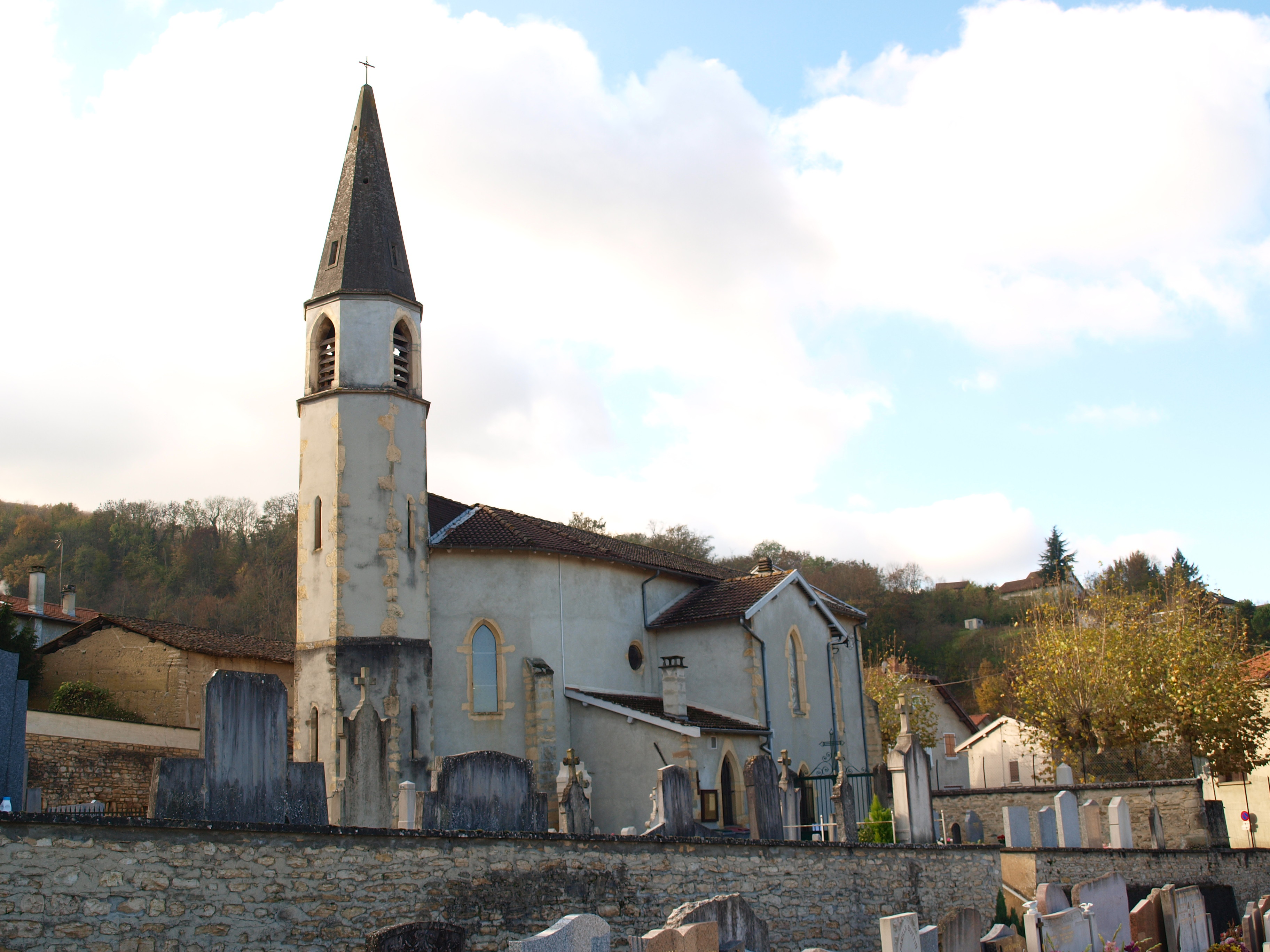
Kerk van Domarin
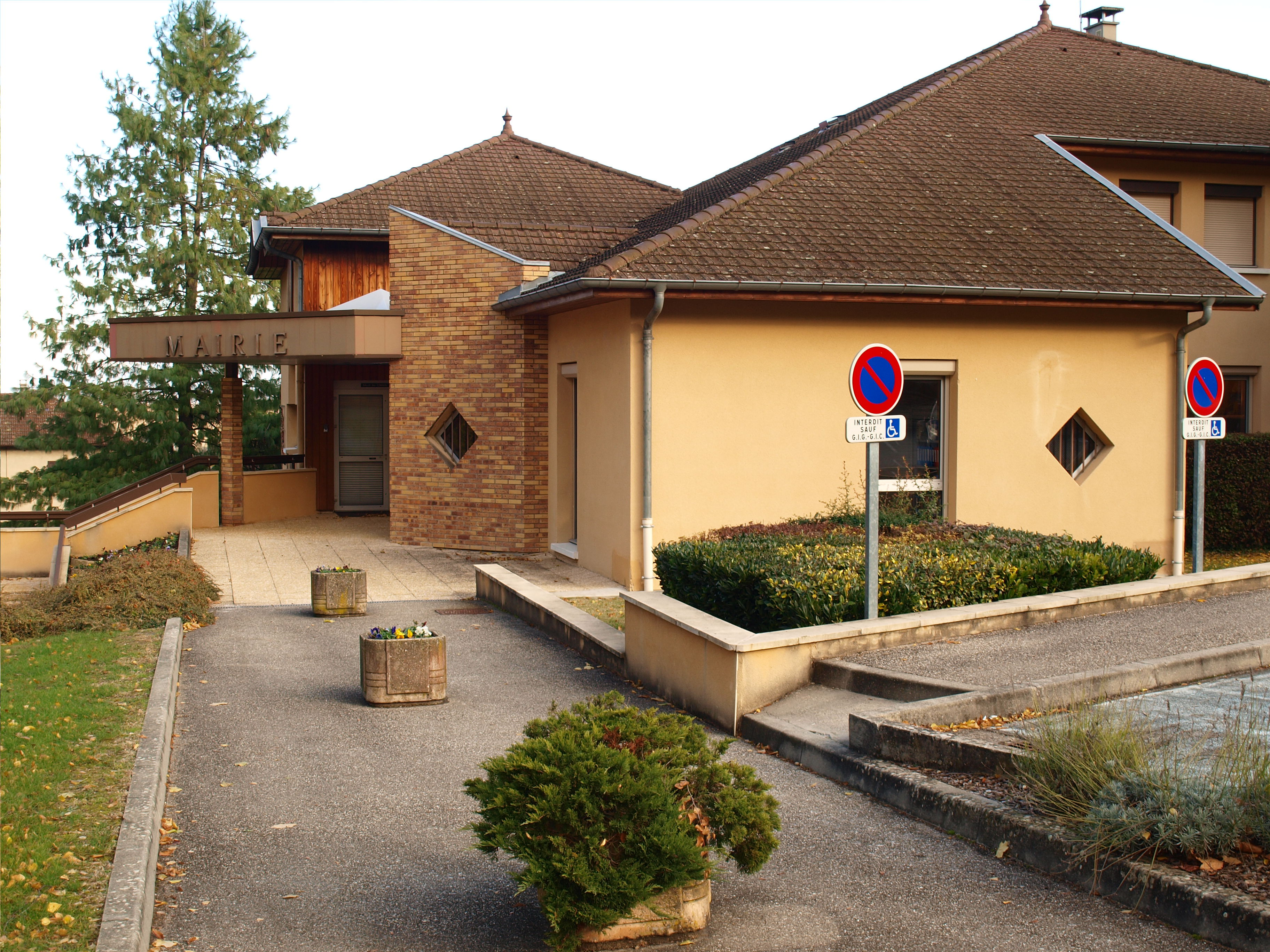
Gemeentehuis

## Geografie
De oppervlakte van Domarin bedroeg op 1 januari 2022 2,99 vierkante kilometer; de bevolkingsdichtheid was toen 558,5 inwoners per km².

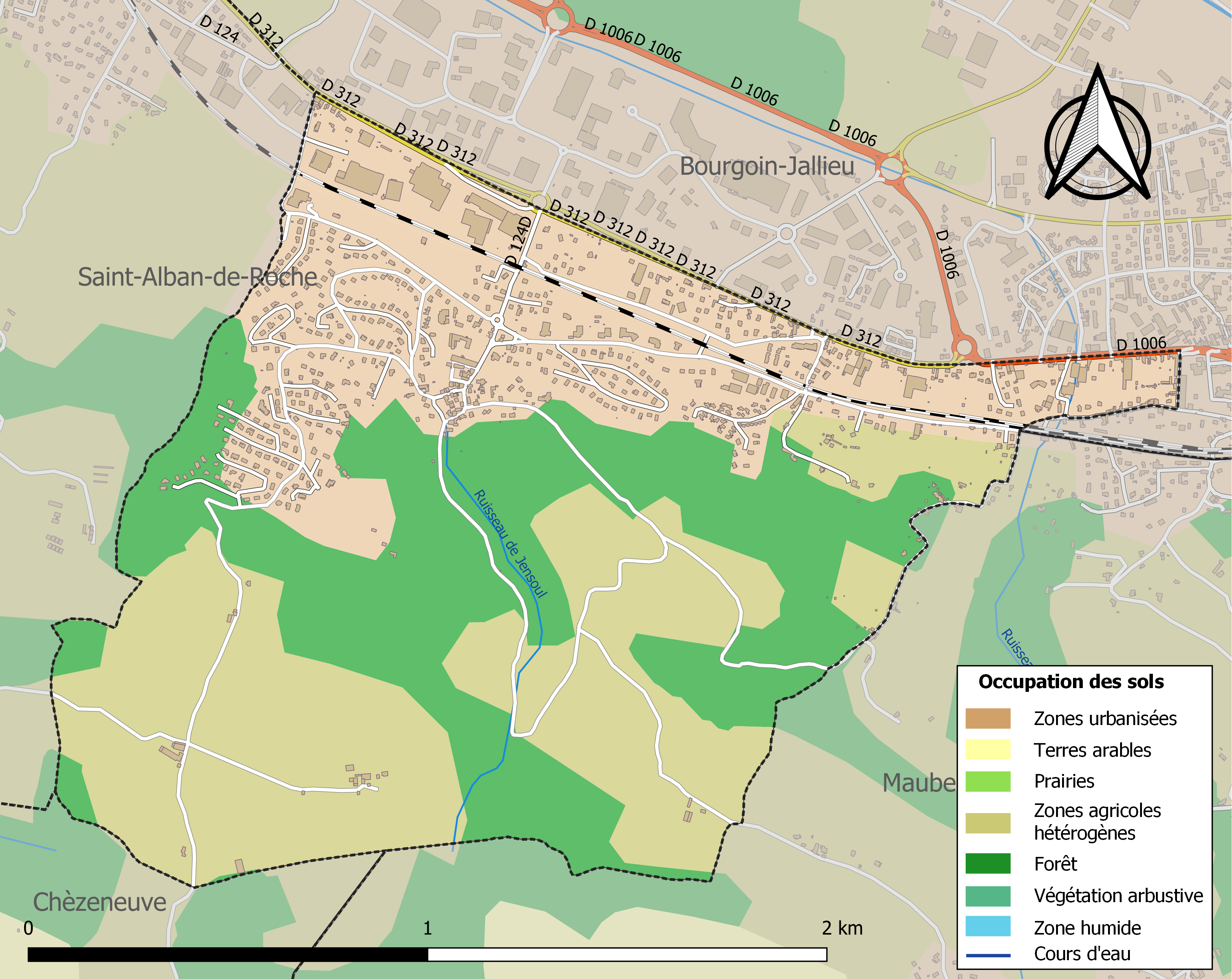
Kaart van de gemeente met de belangrijkste infrastructuur, bodemgebruik en omliggende gemeenten

## Demografie
Onderstaande figuur toont het verloop van het inwonertal (bron: INSEE-tellingen).